# Matouweskarini
Matouweskarini (Madawaska, Madwaska, Matouchkarine, Matouashita, Mataouchkarini, Matouechkariniwek, Matouescarini) /"the people of the river shallows" ili narod riječnog pličaka/, jedna od ranijih skupina pravih Algonquin Indijanaca koji su živjeli na rijeci Madawaska u dolini rijeke Ottawa, Kanada.